# Линия Тоблерон

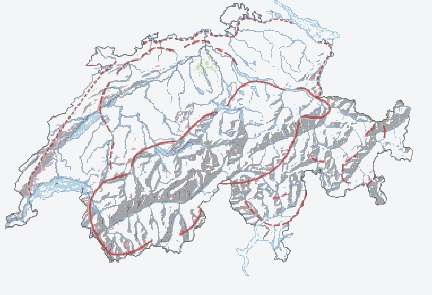
План оборонительных линий.

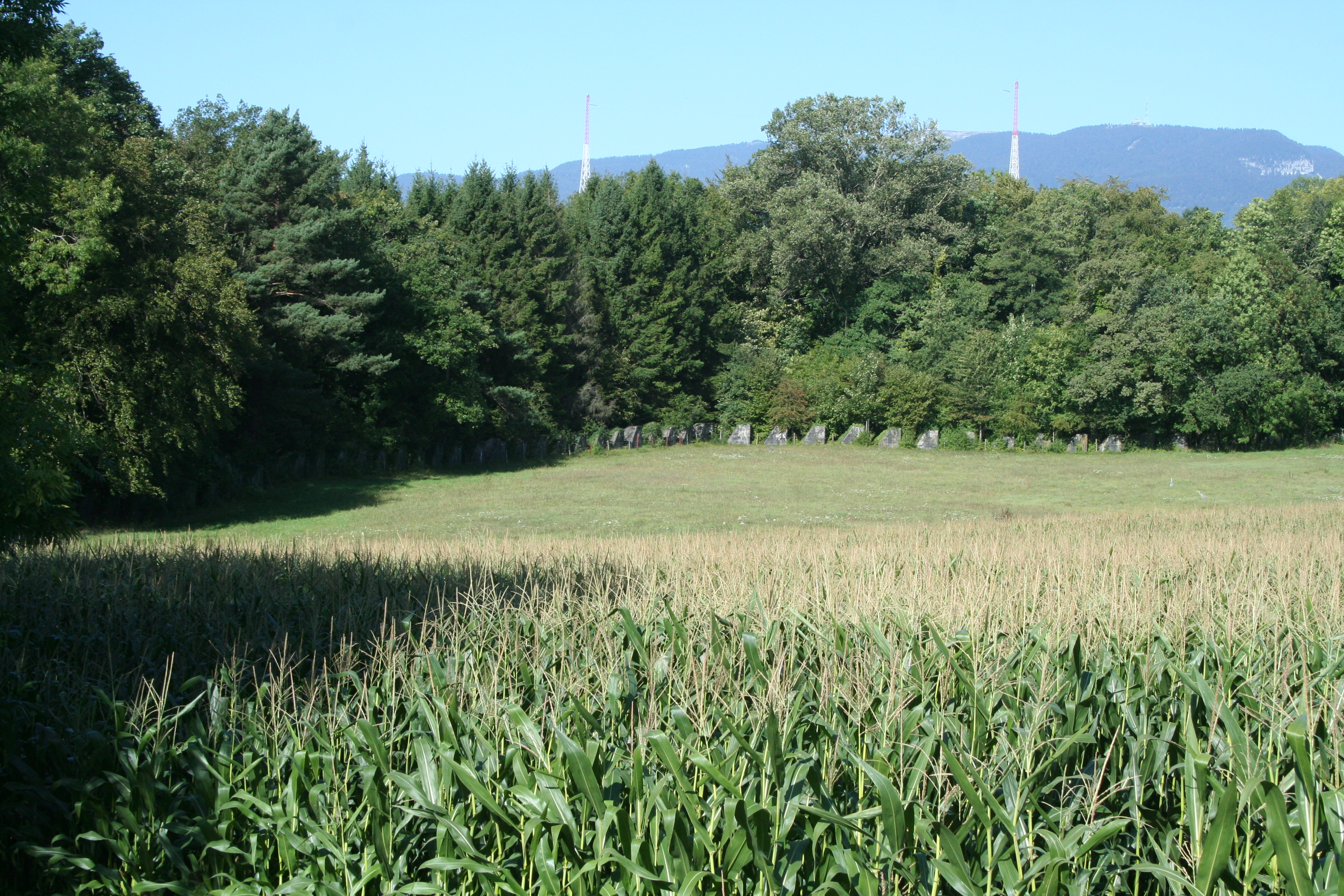
Пейзажи окрестностей.

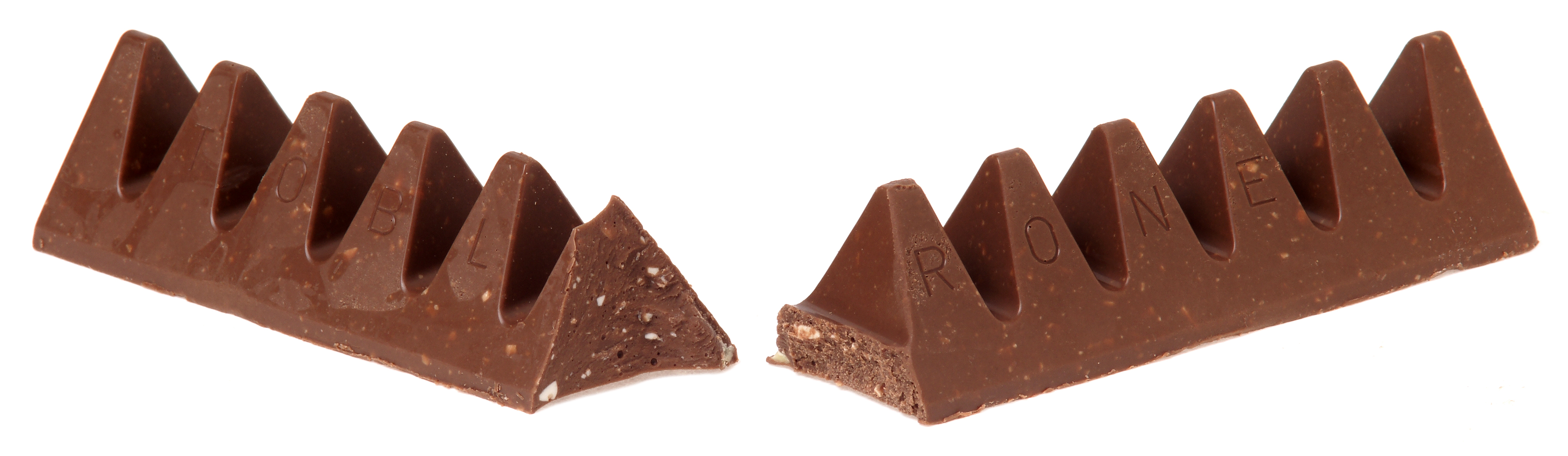
Форма классического Тоблерона.

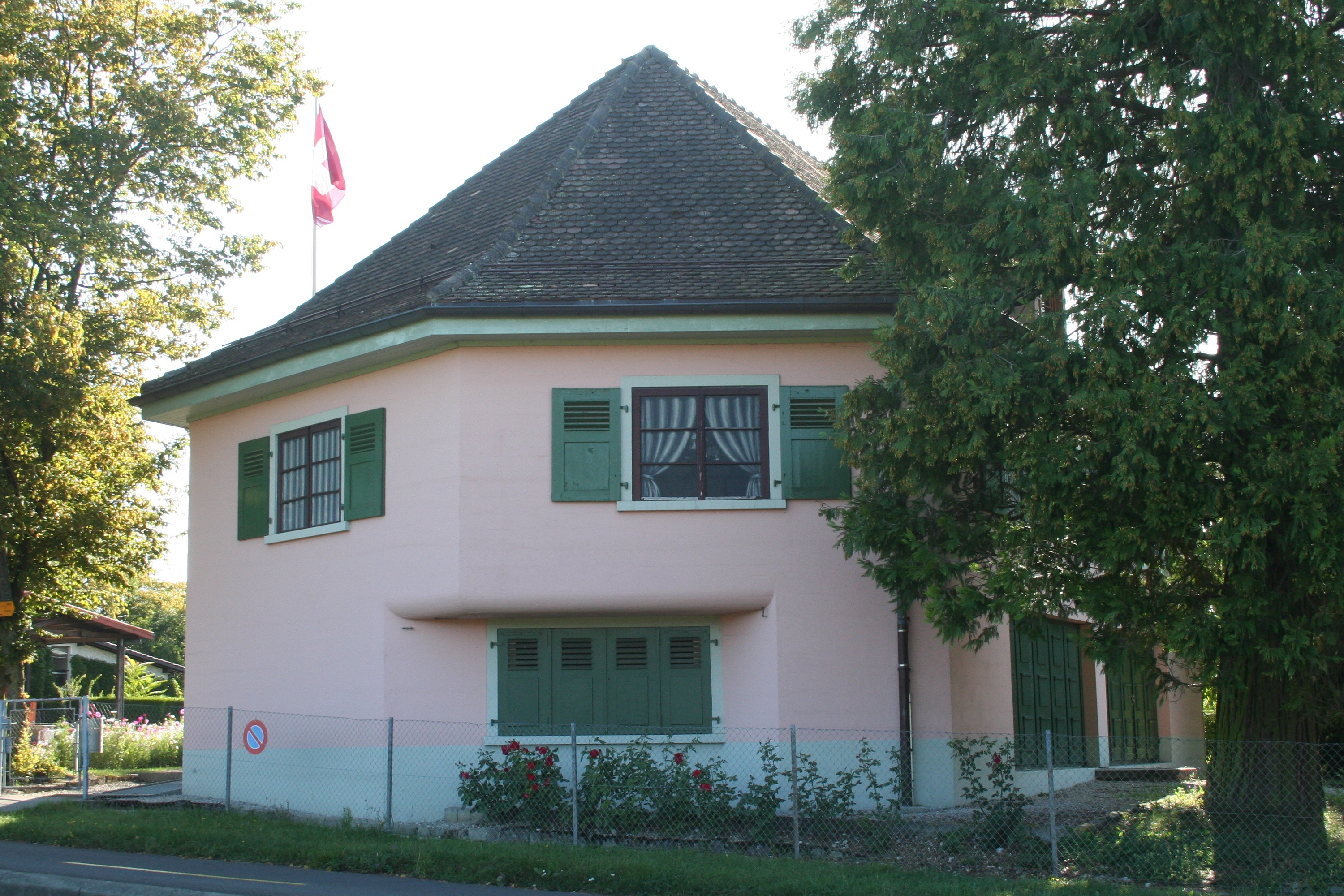
Бывшая крепость времён Второй мировой войны «Розовый дом».

Ли́ния Тоблеро́н (нем. Toblerone-Linie, фр. Ligne Toblerone, итал. Linea Toblerone), также известная как линия Проментхаус — это оборонительная линия, расположенная между населённым пунктом (одноимённая коммуна) Басе́н и муниципалитетом Пранжен в кантоне Во в Швейцарии. 
Линия обороны была построена с целью остановить вторжение противника с запада и обезопасить главную дорогу между Женевой и Лозанной с мостом через реку Проментхаус в ходе Второй мировой войны.

## История
Первые укрепления появились здесь ещё в 1937 году. В октябре 1939 года были подписаны первые контракты на возведение фортов.
В 1940 году, когда Франция капитулировала, Швейцария оказалась окружена странами-членами Оси. Стало понятно, что пора переходить от нейтралитета к возможному вооружённому столкновению. Поэтому Национальной Ассамблеей был выбран генералом Анри Гизан. При нём был принят план «Национальный редут», согласно которому армия полностью мобилизовывалась, все объекты инфраструктуры минировались, а по периметру страны создавались несколько линий военных укреплений, целью которых являлось максимальное сдерживание противника. Одним из таких военных укреплений стала линия Тоблерон.

## Линия
Её протяжённость составляет примерно 10 километров. Здесь расположены 2 700 пирамидных бетонных противотанковых надолбов и 12 крепостей, в которых стояла противотанковая артиллерия. Масса одного такого надолба составляет 9 тонн. Западная сторона надолбов «отрублена» с расчётом на то, что танк, который на них заедет, застрянет и повиснет.

## География
Линия расположена в западной части Швейцарии, кантон Во. Линия обороны тянется от Женевского озера, в которое вдаётся на 50 метров, к Юрским горам.

## Название
Изначально линия носила название Проментхаус, в честь одной из близлежащих рек. 
Второе название, под которым сейчас известна эта линия обороны, образовано от формы одного из многих противотанковых надолб, каждый из которых имеет форму пирамиды, которая очень напоминает дольку шоколада Toblerone.

## Линия сегодня
- Сегодня укрепление представляет собой протяжённую линию, крепости которой стали заброшенными, постепенно зарастают и противотанковые надолбы.
- На одном из полей находится один из самых известных европейских гольф-клубов[3].
- Ассоциацией за сохранение линии проложен вдоль неё пеший маршрут[3][4].

### «Розовый дом»
Розовый дом (англ. Villa Rose) — самая знаменитая крепость линии. Она поддерживалась в боевой готовности дольше других и сегодня представляет собой покрашенный в розовый цвет «дом», у которого нарисованы даже окна и имеются ставни. В 40-е годы XX века здесь постоянно находился взвод солдат, которые всегда были готовы к атаке. По тревоге «двери» могли открыться и из-за них выйти несколько противотанковых пушек.